# Wrangler (przedsiębiorstwo)
Wrangler – marka dżinsów oraz innej odzieży. Od 1986 należy do VF Corporation, właściciela m.in. takich marek, jak Lee, JanSport, The North Face czy Timberland.
Dżinsy tej marki zaprojektował na potrzeby uczestników rodeo żydowsko-polski emigrant z Łodzi, Bernard Lichtenstein. Były mocniejsze od dżinsów innych producentów, lepiej dopasowane i przystosowane do potrzeb jeźdźców. Początkowo były produkowane przez firmę Blue Bell.
Obecnie jest jedną z najpopularniejszych marek dżinsów na świecie.